# Chrusty (Kolonia Skarszewek)
Chrusty – kolonia wsi Kolonia Skarszewek w Polsce, położona w województwie wielkopolskim, w powiecie kaliskim, w gminie Żelazków.
W latach 1975–1998 kolonia administracyjnie należała do województwa kaliskiego.
Kolonia jest wspomniana w Słowniku Geograficznym Królestwa Polskiego, kiedy to wymieniono ją jako folwark. Należała wówczas do gminy Zborów, parafii Borków. W latach trzydziestych XX wieku folwark liczył 3 domy, a powstała w międzyczasie kolonia 7 domów (jak wynika z map Wojskowego Instytutu Geograficznego).